# Cystopelta astra
Cystopelta astra är en snäckart som beskrevs av Tom Iredale 1937. Cystopelta astra ingår i släktet Cystopelta och familjen Cystopeltidae. Inga underarter finns listade i Catalogue of Life.